# DDR-Meisterschaften im Eisschnelllaufen 1982
Die DDR-Meisterschaften im Eisschnelllaufen 1982 wurden im Sprint- und Großen-Mehrkampf im Karl-Marx-Städtischen Eisstadion im Küchwald ausgetragen. Auf den Einzelstrecken fanden in diesem Jahr keine Meisterschaften statt. Christa Rothenburger und Andreas Ehrig verteidigten ihre Titel aus dem Vorjahr.

## Meister
| Distanz          | Männer          | Verein     | Frauen               | Verein             |
| ---------------- | --------------- | ---------- | -------------------- | ------------------ |
| Sprint-Mehrkampf | Steffen Doering | TSC Berlin | Christa Rothenburger | SC Einheit Dresden |
|                  |                 |            |                      |                    |
| Großen-Mehrkampf | Andreas Ehrig   | TSC Berlin | Karin Busch          | SC Einheit Dresden |

## Sprint-Mehrkampf-Meisterschaften
Datum: 20./21. Februar 1982

### Männer
Durch einen Dreistreckensieg gewann Steffen Doering souverän seinen ersten Meistertitel im Sprint-Mehrkampf, vor dem Erfurter Matthias Weidhase und dem Berliner Frank-Rüdiger Handke. Die chancenreichsten Widersacher von Doering in dieser Saison fehlten jedoch bei dieser Meisterschaft. Sein Vereinskamerad und Titelverteidiger Jörg Mademann weilte beim Nachwuchsländerkampf gegen die Sowjetunion in Kiew und der Erfurter Roland Vetter konnte Krankheitsbedingt nicht antreten.
| Pl. | Name                 | Verein            | Punkte  | 500 m 1. Tag | 1.000 m 1. Tag | 500 m 2. Tag | 1.000 m 2. Tag |
| --- | -------------------- | ----------------- | ------- | ------------ | -------------- | ------------ | -------------- |
| 1   | Steffen Doering      | TSC Berlin        | 160,450 | 39,59        | 1:20,84        | 39,45        | 1:21,98        |
| 2   | Matthias Weidhase    | SC Turbine Erfurt | 162,230 | 40,16        | 1:22,02        | 40,15        | 1:21,82        |
| 3   | Frank-Rüdiger Handke | SC Dynamo Berlin  | 162,325 | 41,09        | 1:21,21        | 40,22        | 1:20,82        |
| 4   | Uwe-Jens Mey         | SC Dynamo Berlin  | 162,350 | 40,73        | 1:20,88        | 39,81        | 1:22,74        |
| 5   | Stephan Grünwald     | SC Dynamo Berlin  | 164,830 | 40,24        |                | 40,79        |                |
| 6   | Heiko Scandolo       | SC Turbine Erfurt | 166,640 |              |                |              | 1:23,58        |

### Frauen
Die Dresdnerin Christa Rothenburger verteidigte ihren Titel aus dem Vorjahr erfolgreich, vor ihrer Vereinskameradin Skadi Walter und Petra Richter aus Karl-Marx-Stadt. Obwohl die Titelverteidigung recht überzeugend ausfiel, musste sich Rothenburger auf zwei Strecken geschlagen geben. Am ersten Tag, zog sie auf ihrer Paradestrecke den 500 Metern gegen Walter den kürzeren und am zweiten Tag, unterlag sie der Berlinerin Angela Stahnke über 1000 Meter. Über diese Strecke verpasste Stahnke am ersten Tag durch einen Sturz eine bessere Gesamtplatzierung. Bei den Meisterschaften fehlte die Zweite der diesjährigen Sprintweltmeisterschaft und amtierende Mehrkampfweltmeisterin Karin Busch. Sie konzentrierte sich nach den zwei Weltmeisterschaften, ausschließlich auf die DDR-Mehrkampf-Meisterschaften am folgenden Wochenende.
| Pl. | Name                 | Verein             | Punkte  | 500 m 1. Tag | 1.000 m 1. Tag | 500 m 2. Tag | 1.000 m 2. Tag |
| --- | -------------------- | ------------------ | ------- | ------------ | -------------- | ------------ | -------------- |
| 1   | Christa Rothenburger | SC Einheit Dresden | 172,885 | 42,92        | 1:27,90        | 42,02        | 1:27,99        |
| 2   | Skadi Walter         | SC Einheit Dresden | 174,540 | 42,36        | 1:30,53        | 42,18        | 1:29,47        |
| 3   | Petra Richter        | SC Karl-Marx-Stadt | 177,995 | 43,41        | 1:31,22        | 42,87        | 1:31,21        |
| 4   | Angela Stahnke       | SC Dynamo Berlin   | 183,215 | 43,25        | 1:47,61        | 42,57        | 1:27,58        |
| 5   | Heike Szarwak        | SC Dynamo Berlin   | 184,255 | 45,25        | 1:33,38        | 45,06        | 1:34,51        |
| 6   | Sjouke Hoffmann      | SC Dynamo Berlin   | 184,330 | 45,55        | 1:32,79        | 45,08        | 1:34,61        |

## Großen-Mehrkampf-Meisterschaften
Datum: 27./28. Februar 1982

### Männer
Der Berliner Andreas Ehrig verteidigte erfolgreich seinen Titel aus dem Vorjahr, vor Andreas Dietel und André Hoffmann. Ehrig besiegte im abschließenden 10.000-Meter-Lauf nicht nur im direkten Duell seinen härtesten Widersacher Dietel, sondern sicherte sich auch den dritten Einzelstreckensieg, mit dem er automatisch den Titel gewann.
| Pl. | Name            | Verein            | Punkte  | 500 m 1. Tag | 5000 m 1. Tag | 1500 m 2. Tag | 10.000 m 2. Tag |
| --- | --------------- | ----------------- | ------- | ------------ | ------------- | ------------- | --------------- |
| 1   | Andreas Ehrig   | TSC Berlin        | 171,964 | 41,37        | 7:12,99       | 2:00,91       | 15:39,83        |
| 2   | Andreas Dietel  | SC Dynamo Berlin  | 172,418 | 40,11        | 7:16,84       | 2:02,99       | 15:52,54        |
| 3   | André Hoffmann  | SC Dynamo Berlin  | 174,256 |              | 7:18,23       | 2:02,10       |                 |
| 4   | Jürgen Warnicke | SC Dynamo Berlin  | 176,007 |              |               |               | 15:51,45        |
| 5   | Uwe Sauerteig   | SC Turbine Erfurt | 176,486 |              |               |               |                 |
| 6   | Pietsch         | TSC Berlin        | 176,486 |              |               |               |                 |

### Frauen
Die 19-jährige amtierende Mehrkampfweltmeisterin Karin Busch sicherte sich ihren ersten DDR-Meistertitel im Mehrkampf, durch einen Dreistreckensieg, vor ihrer Vereinskameradin Andrea Schöne. Schöne hatte zwar nach den abschließenden 3000 Metern, dass bessere Mehrkampfresultat, jedoch steht ein Dreistreckensieg über der Gesamtpunktzahl. Busch stellte über 1000 Meter noch einen Bahnrekord auf, der gleichzeitig eine Weltbestleistung für Flachlandbahnen darstellte.
| Pl. | Name            | Verein             | Punkte  | 500 m 1. Tag | 1500 m 1. Tag | 1000 m 2. Tag | 3000 m 2. Tag |
| --- | --------------- | ------------------ | ------- | ------------ | ------------- | ------------- | ------------- |
| 1   | Karin Busch     | SC Einheit Dresden | 178,503 | 43,81        | 2:09,66       | 1:23,67       | 4:57,83       |
| 2   | Andrea Schöne   | SC Einheit Dresden | 177,681 | 45,18        | 2:10,06       | 1:25,48       | 4:38,45       |
| 3   | Gabi Schönbrunn | SC Karl-Marx-Stadt | 179,202 | 45,02        | 2:11,48       | 1:27,10       | 4:40,83       |
| 4   | Birgit Czak     | SC Einheit Dresden | 185,334 |              |               |               | 4:49,24       |
| 5   | Beate Romstedt  | SC Turbine Erfurt  | 186,995 |              |               |               |               |
| 6   | Heike Müller    | SC Karl-Marx-Stadt | 189,296 |              |               |               |               |

## Medaillenspiegel
| Platz | Verein | Verein             | Gold | Silber | Bronze | Total |
| ----- | ------ | ------------------ | ---- | ------ | ------ | ----- |
| 1     |        | SC Einheit Dresden | 2    | 2      | –      | 4     |
| 2     |        | TSC Berlin         | 2    | –      | –      | 2     |
| 3     |        | SC Dynamo Berlin   | –    | 1      | 2      | 3     |
| 4     |        | SC Turbine Erfurt  | –    | 1      | –      | 1     |
| 5     |        | SC Karl-Marx-Stadt | –    | –      | 2      | 2     |
|       | Total  | Total              | 4    | 4      | 4      | 12    |